# 永平省

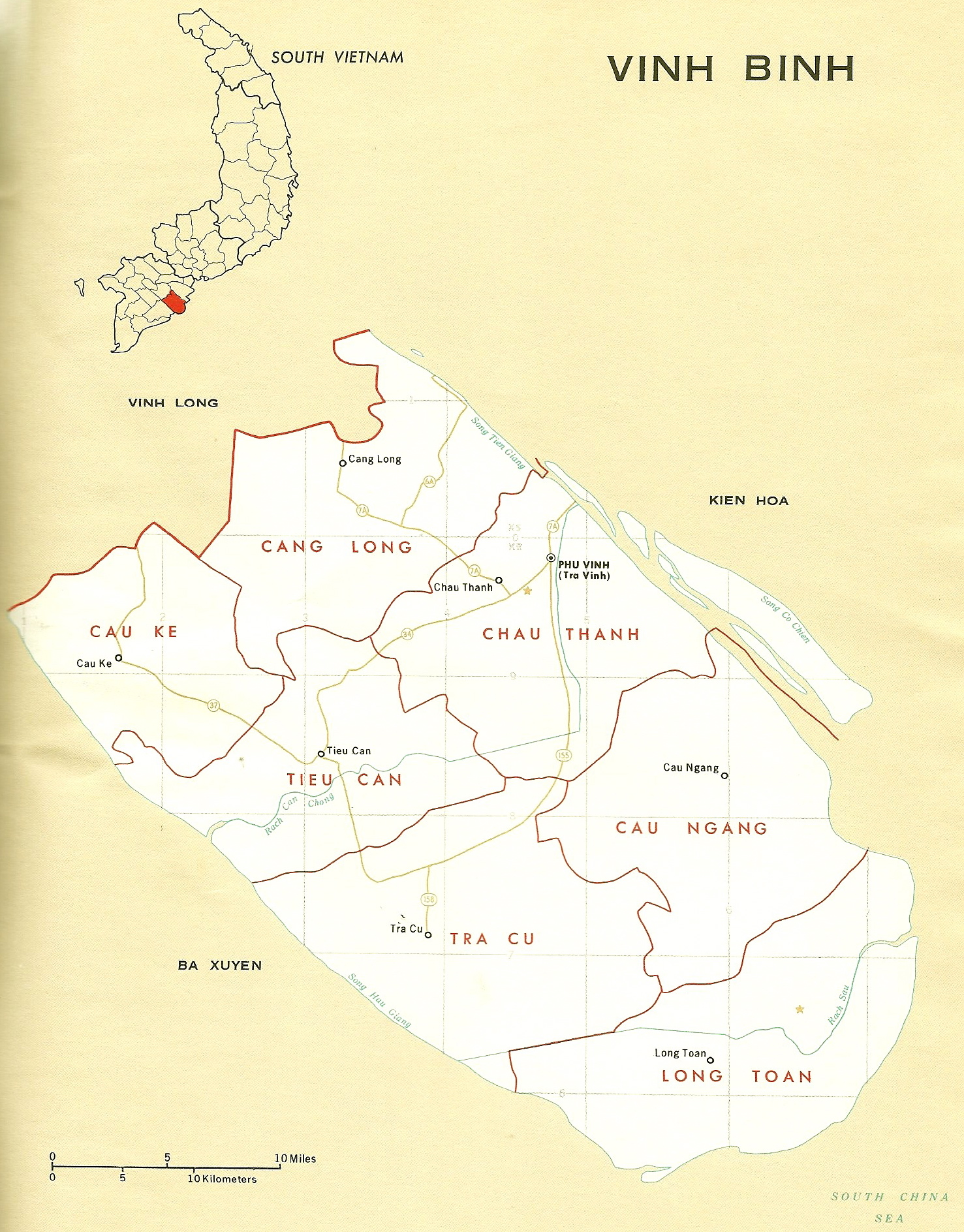
1973年的永平省

永平省（越南语：／）是越南共和国南部湄公河三角洲的一个省，範圍大約相等於今日茶榮省和永隆省東部。

## 歷史
法屬時期，永平省原名茶榮省。1956年2月9日，越南共和國以永隆省和茶榮省析置三芹省。同年10月22日，越南共和國總統吳廷琰簽署敕令，重新劃分越南行政區劃，茶榮省和三芹省合併為永平省。永平省下轄周城郡、乾隆郡、梂昂郡、隆全郡、梂棋郡、小芹郡、茶句郡、茶温郡和泳濂郡9郡。
1967年1月14日，茶温郡和泳濂郡划归永隆省。
1975年，越南南方共和国接管政权。永平省在越南南方共和国的行政区划体系里依然叫做茶荣省。
1976年，越南统一，茶荣省和永隆省合并为九龍省。
1992年，九龙省分设茶荣省和永隆省。

## 地理
永平省北接建和省，南接巴川省，西邻永隆省，东临南中国海。

## 行政区划
永平省省莅在周城郡富荣社，下辖9郡：
- 周城郡
- 乾隆郡
- 梂昂郡
- 隆全郡
- 梂棋郡
- 小芹郡
- 茶句郡
- 茶溫郡（1967年改属永隆省）
- 泳濂郡（1967年改属永隆省）

## 參看
- 越南共和国行政区划